# Evergestis funalis
Evergestis funalis là một loài bướm đêm trong họ Crambidae.